# Pui de les Canals
El Pui de les Canals, és una muntanya de 1.594,4 m d'altitud situada al límit dels termes municipals de Senterada i el Pont de Suert, dins de l'antic terme de Viu de Llevata i, per tant, fa de límit entre el Pallars Jussà i l'Alta Ribagorça. Es troba al sud del poble de Pinyana, i al sud-oest del de Cadolla.